# Manet and the Post-Impressionists

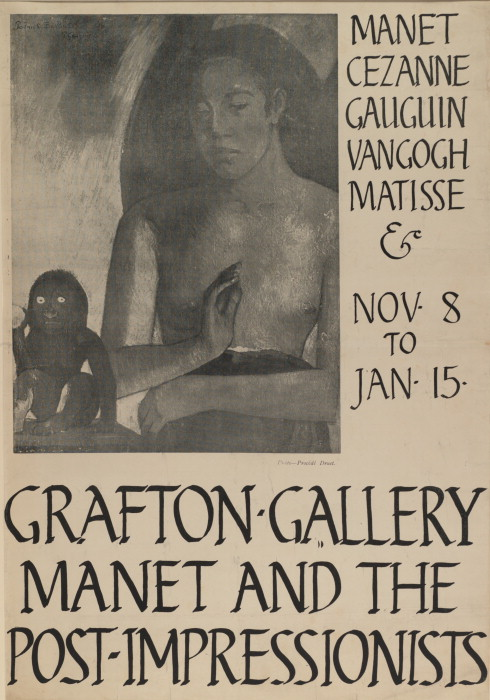
Plakat der Ausstellung von 1910/11 unter Verwendung von Paul Gauguins Gemälde Poèmes barbares

Manet and the Post-Impressionists war der Name einer Kunstausstellung in London, die vom 8. November 1910 bis zum 15. Januar 1911 in den Grafton Galleries in der Bond Street (frühere Adresse Grafton Street Nr. 8) im Stadtteil Mayfair stattfand. Sie ging auf die Initiative des britischen Kunstkritikers und Malers Roger Fry zurück, der mit dieser Ausstellung den Kunstbegriff des Post-Impressionismus prägte. Trotz der starken Ablehnung durch das Publikum und negativer Pressekritiken wurde sie zu einem bedeutenden Ereignis in der Geschichte der modernen Kunst. 1912 wurde die Second Post-Impressionist Exhibition in den Grafton Galleries eröffnet.

## Geschichte
Von 1904 bis 1910 war der Brite Roger Fry Kurator am Metropolitan Museum of Art in New York. Im Jahr 1906 entdeckte er die Werke von Paul Cézanne bei einem Aufenthalt in Paris und wandte seine Interessen der modernen Kunst zu. Im folgenden Jahr ging er nach England zurück und vertrat die Interessen des Museums als „European advisor“. 1910 wurde er nach einem Streit mit dem Direktor des Museums, J. P. Morgan, entlassen. Im Sommer des Jahres reiste Fry zusammen mit dem Literaturkritiker Desmond MacCarthy nach Paris, um Gemälde für eine Ausstellung in London auszusuchen. MacCarthy, der die Aufgabe des Sekretärs der geplanten Ausstellung übernommen hatte, reiste allein weiter nach München und in die Niederlande.

### Die erste Ausstellung 1910/1911

#### Ausgestellte Künstler

Grafton Galleries, 1892

Die von Roger Fry organisierte Ausstellung Manet and the Post-Impressionists in den Londoner Grafton Galleries zeigte für das britische Publikum in vier Räumen bisher kaum bekannte Werke vom europäischen Festland, beispielsweise von den französischen Malern Paul Cézanne, Paul Gauguin, Henri Matisse, Georges Seurat, André Derain, Maurice de Vlaminck, Othon Friesz, dem Bildhauer Aristide Maillol und dem Niederländer Vincent van Gogh. Das von Fry für die Ausstellung geprägte Wort „Post-Impressionism“ weist auf die impressionistischen Ideen sowie auf die von ihnen ausgehenden neuen Richtungen hin als Aufbruch aus der Vergangenheit in die Zukunft. Der zur Ausstellung erschienene Katalog verzeichnete 206 Gemälde und Zeichnungen sowie 22 Bronzen und Keramiken. Der unsignierte Einleitungstext wurde von Desmond MacCarthy verfasst und basierte auf Frys Notizen. Zu den Leihgebern der Arbeiten gehörten Pariser Kunsthändler wie Daniel-Henry Kahnweiler, Paul Durand-Ruel, Ambroise Vollard, die Galerie Bernheim-Jeune sowie Kunstsammler wie Leo Stein.
Der Titelgeber der Ausstellung, Édouard Manet, gehörte zwar einer vorherigen Künstlergeneration an, war aber 1910 wie die anderen in der Ausstellung gezeigten Künstler in Großbritannien einem breiten Publikum unbekannt. Während beispielsweise in Deutschland zahlreiche private Sammler und fortschrittliche Museen bereits Werke Manets besaßen, gab es in Großbritannien nur wenige Sammler seiner Arbeiten, und die Museen des Landes hatten noch keines seiner Bilder erworben. Zwar hatte der Kunsthändler Durand-Ruel bereits zuvor Werke Manets in London ausgestellt, aber diese Verkaufsausstellungen waren beim Publikum wenig erfolgreich. Alle Werke Manets in der Ausstellung Manet and the Post-Impressionists stammten aus der Sammlung von Auguste Pellerin, die die Kunsthändler Bernheim Jeune, Durand Ruel und Paul Cassirer gemeinschaftlich erworben hatten und für die sie nun neue Käufer suchten. Von den insgesamt 35 Werke Manets dieser Sammlung hatten die Kunsthändler 1910 bereits zahlreiche Werke in Berlin, München und Paris gezeigt und insbesondere in Deutschland für mehrere Bilder Kunden gefunden. Für die Londoner Ausstellung wählte Fry neun Bilder Manets aus: Neben dem späten Hauptwerk Bar in den Folies Bergères, der Barszene Au Café, einem Kinderbildnis und einem Aktbildnis, bestanden diese Werke aus einer Reihe von Porträts. Fry stellte die Gemälde Manets, der in den 1860er Jahren der jungen Künstlergeneration des aufkommenden Impressionismus als Vorbild diente, den Arbeiten der nachfolgenden Künstlergeneration gegenüber.
Von den Nachfolgern wie Cézanne wurden 21, von Gauguin 46 und van Gogh 25 Bilder gezeigt. Weitere vertretene Künstler waren Seurat mit zwei Werken, Paul Sérusier mit fünf, Maurice Denis mit fünf, Félix Vallotton mit vier und Odilon Redon mit drei Werken. Die Fauves waren vertreten durch Albert Marquet mit fünf Werken, Henri Manguin mit vier, Maurice de Vlaminck mit acht und André Derain mit drei Werken. Zwei Gemälde von Matisse und drei von Pablo Picasso wurden ergänzt durch zahlreiche Zeichnungen und Skulpturen beider Künstler. Manets Gemälde Bar in den Folies Bergères war im ersten Ausstellungsraum gegenüber zwei Leinwänden Cézannes – einem Stillleben und einem Porträt seiner Frau Hortense Fiquet – platziert, um Cézannes Ankunft in der Moderne zu unterstreichen.

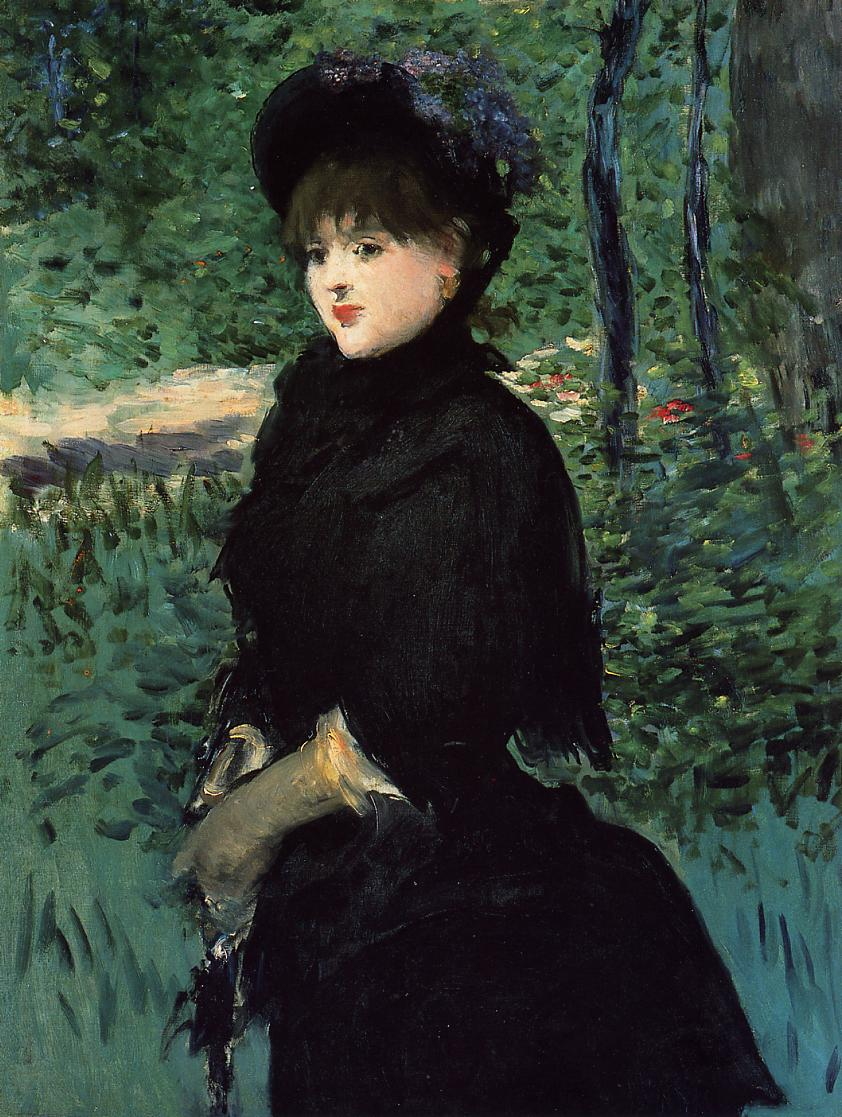
Édouard Manet: La Promenade, 1880
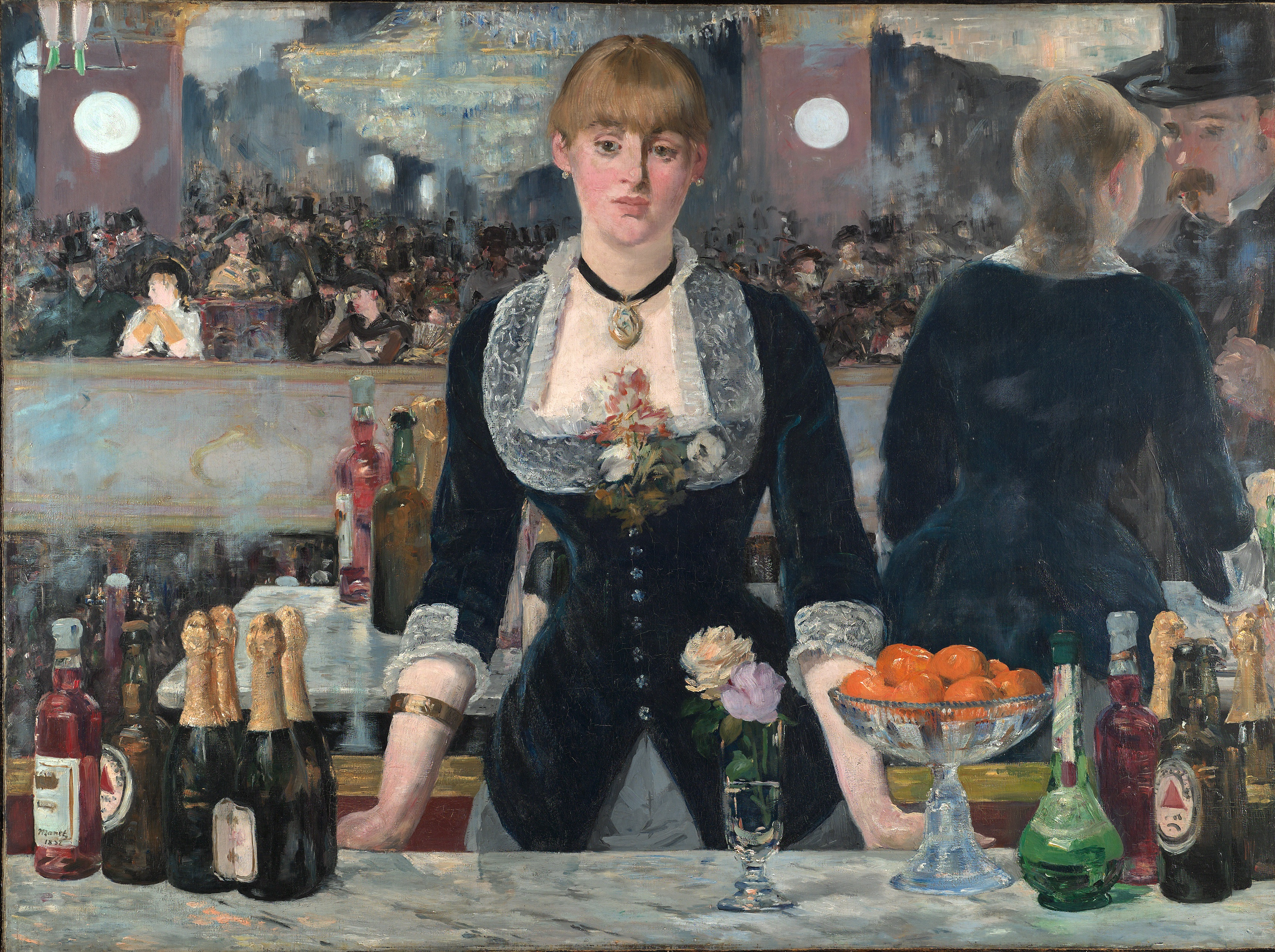
Édouard Manet: Bar in den Folies Bergères, 1881/1882
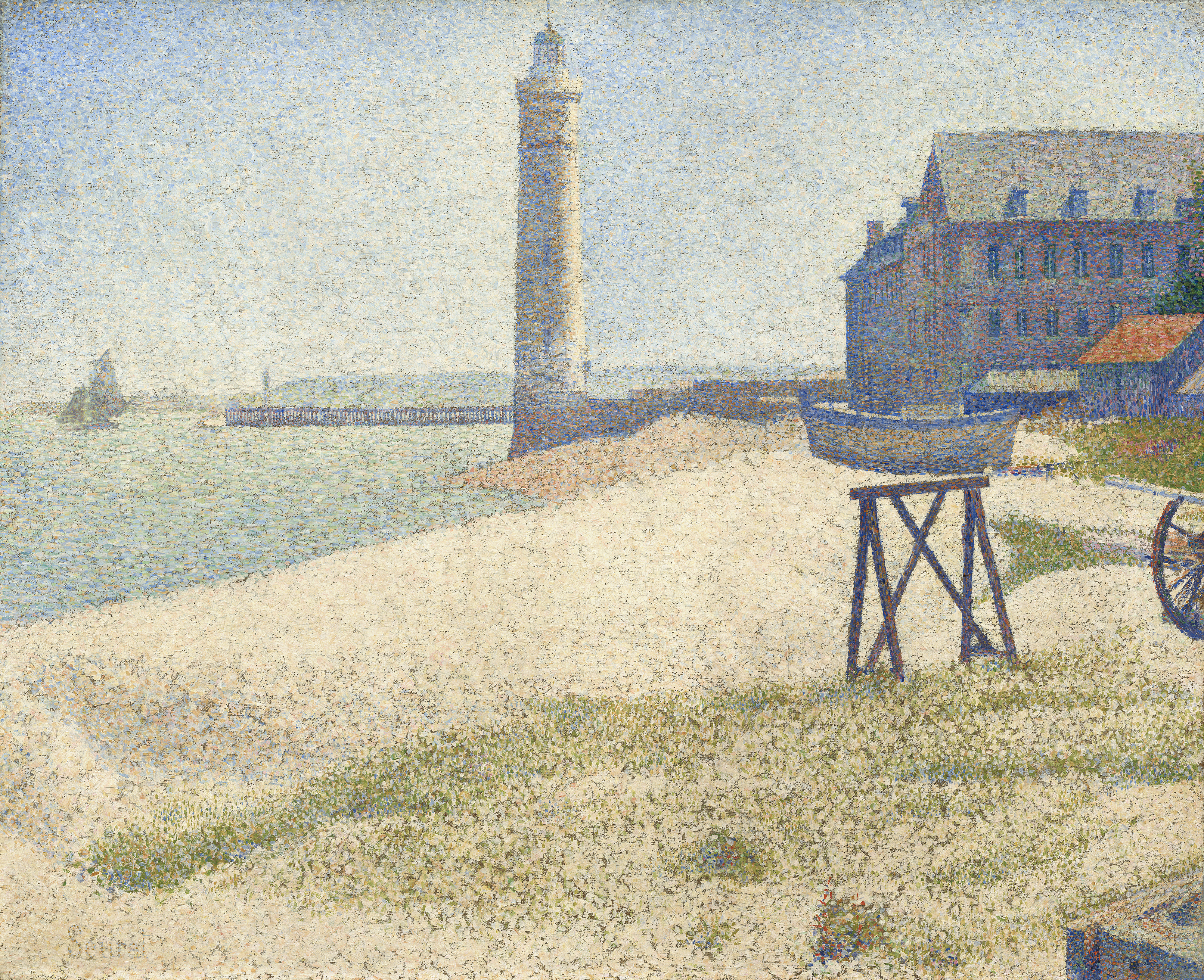
Georges Seurat: Leuchtturm bei Honfleur, 1886
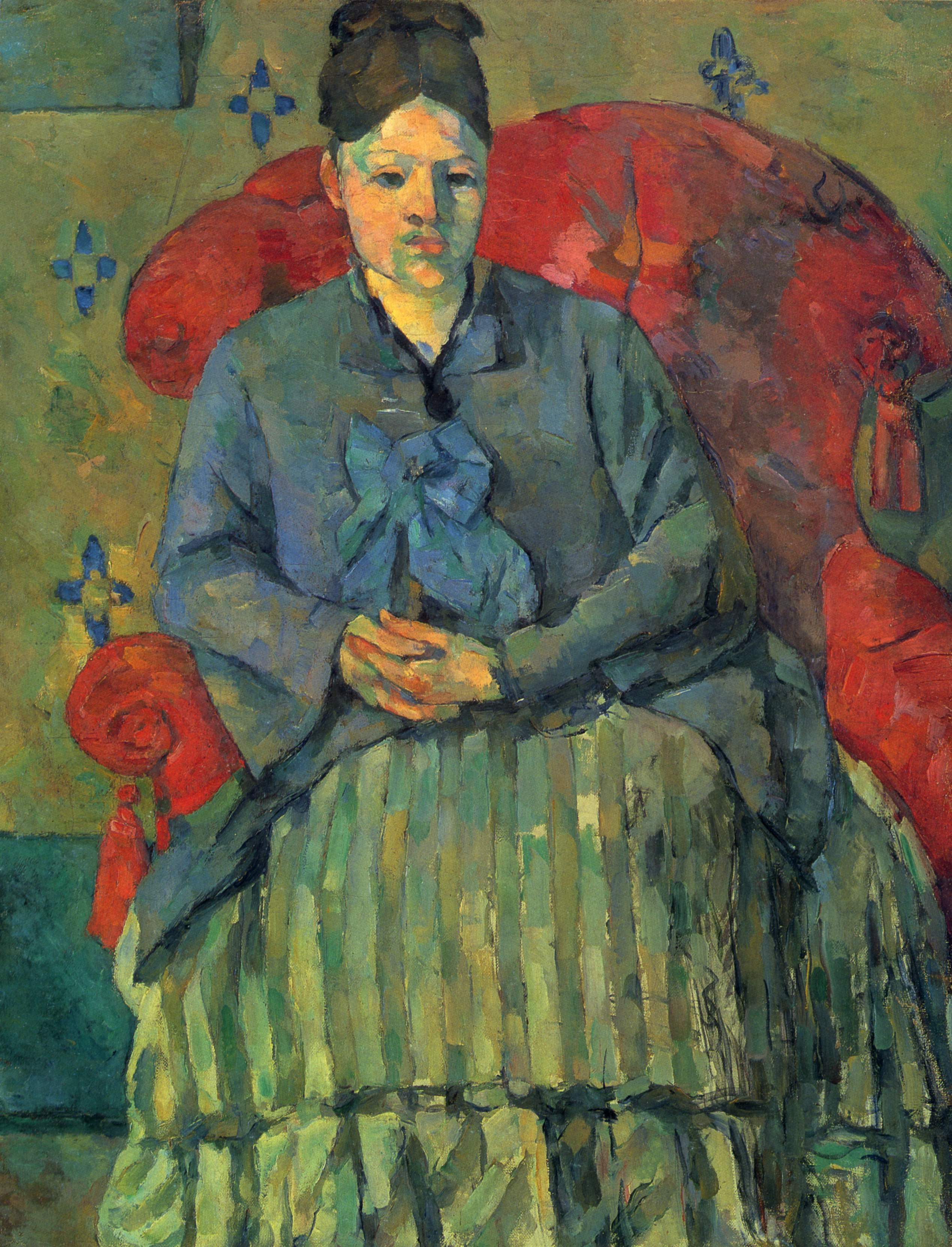
Paul Cezanne: Mme Cézanne in rotem Lehnstuhl, 1877
Paul Cézanne: Stillleben mit Äpfeln, 1893/1894
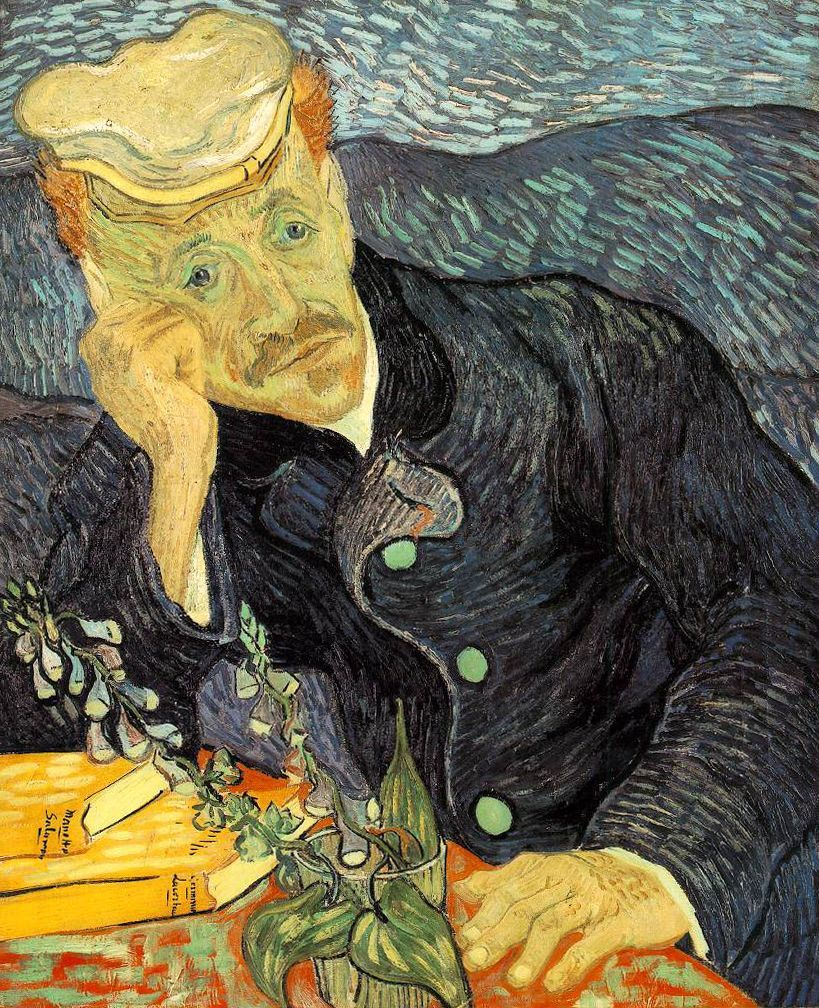
Vincent van Gogh: Porträt des Dr. Gachet, 1890
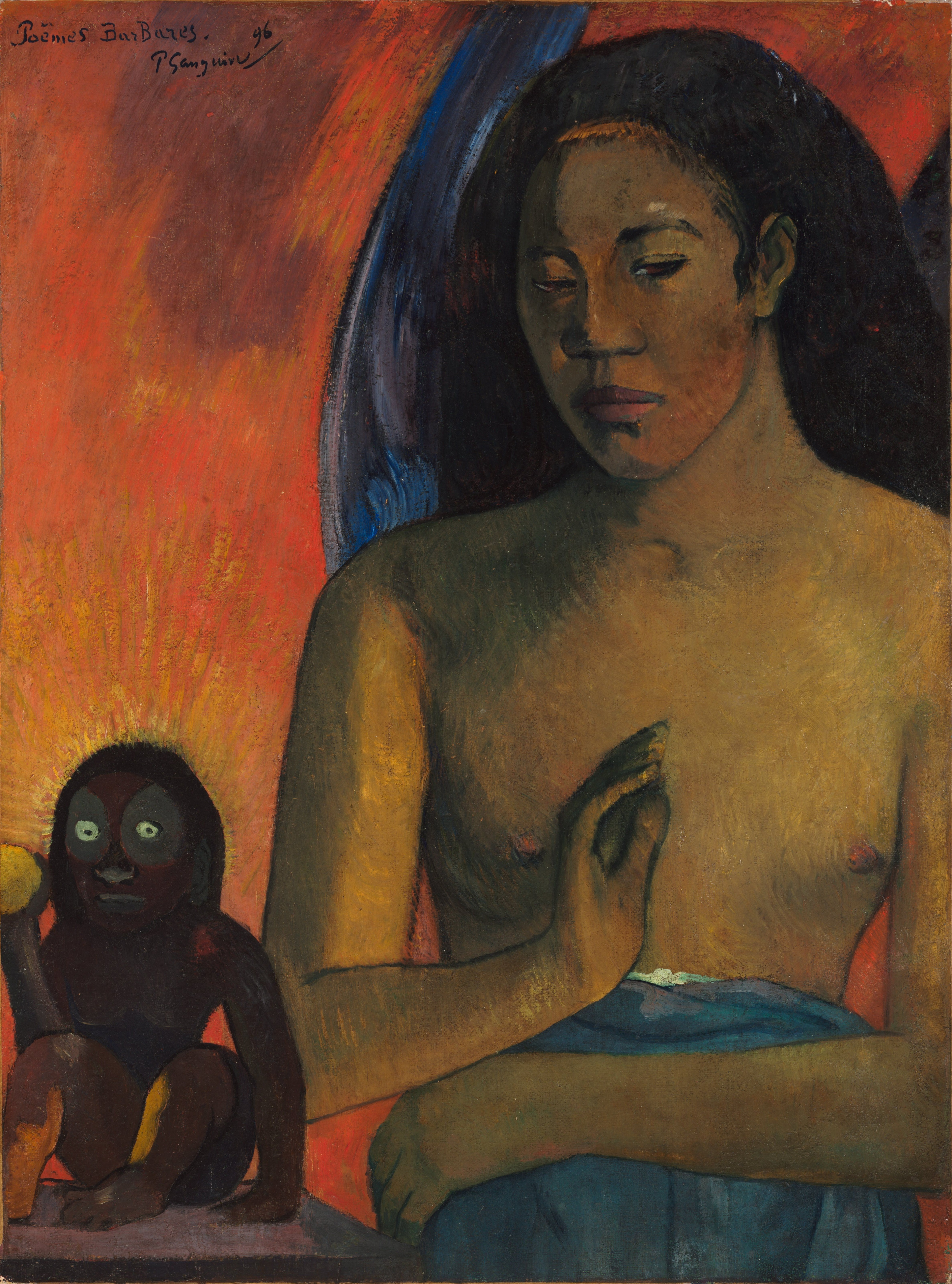
Paul Gauguin: Poèmes barbares, 1896

#### Kritik
Das Londoner Publikum der Edwardischen Epoche zeigte sich von der Ausstellung schockiert, und die Presse veröffentlichte negative Kritiken. Der Sekretär der Ausstellung, Desmond MacCarthy, fasste die allgemeine Reaktion auf Frys Gemäldeauswahl wie folgt zusammen: „Kind people called him mad, and reminded others that his wife was in an asylum.“ („Freundliche Menschen nannten ihn verrückt und erinnerten andere daran, dass seine Frau in einem Heim war.“) Fry war tief betroffen, da seine Frau, die Malerin Helen Coombe, geistig erkrankt war. Cézannes Gemälde wurden mit Kinderkritzeleien verglichen.
Die britische Schriftstellerin Virginia Woolf, eine Freundin von Roger Fry aus der Bloomsbury Group, schrieb dagegen 1924 in ihrem Essay Mr Bennett and Mrs Brown: „On or about December 1910 human character changed.“ Sie bezog sich damit auf Frys erste Kunstausstellung aus dem Jahr 1910.
Das Editorial in der Kunstzeitschrift The Burlington Magazine aus dem Jahr 2010 zu einem Bericht anlässlich des 100. Geburtstags der ersten Ausstellung verwies darauf, dass sie zwar schnell zusammengestellt und hauptsächlich eine Verkaufsausstellung gewesen sei, jedoch verneinte es, sie sei ein Provisorium gewesen, was ihr oft unterstellt worden war. Viele wichtige Kunsthändler und -sammler hätten Werke beigetragen, die eine erstaunlich repräsentative Zusammenstellung der Arbeiten von Cézanne, Gauguin und van Gogh geboten hätten. Nur die Auswahl von Werken damals noch lebender Künstler hätte Fachleuten, die mit der Pariser Kunstwelt vertraut waren, einen Grund zu berechtigter Kritik geben können. Im Gegensatz zu einer früheren Ausstellung in der Galerie über die Impressionisten im Jahr 1905 hatte diese über 25.000 Besucher und erzielte einen guten Gewinn.

### Die zweite Ausstellung 1912
Roger Fry organisierte trotz dieser negativen Reaktionen 1912 eine zweite postimpressionistische Ausstellung, die Second Post-Impressionist Exhibition, die vom 5. Oktober bis zum 31. Dezember lief. Als Sekretär dieser Ausstellung fungierte Leonard Woolf. Sie zeigte neben zeitgenössischer britischer Malerei wie die der Freunde aus der Bloomsbury Group, Duncan Grant und Vanessa Bell, wiederum die von Cézanne, Matisse und den Fauves sowie Picasso. Die Exponate hatten neben Fry Clive Bell und Boris Anrep ausgewählt. Frys Einführung zur französischen Gruppe konzentrierte sich auf Cézanne, während van Gogh und Gauguin ignoriert wurden. Hinzu kamen russische Künstler wie Natalja Gontscharowa und Michail Larionow, während Fry Werke aus Deutschland, der Schweiz und Österreich-Ungarn nicht aufnahm, da sie seiner Meinung nach keine wesentlichen neuen Ideen gezeigt hätten. Die Ausstellung stand unter der Schirmherrschaft von Lady Ottoline Morrell, mit der Fry eine flüchtige Liebesbeziehung hatte. Wenig später, im Juli 1913, gründete Fry die Omega Workshops, eine experimentelle Designerwerkstatt für Inneneinrichtungen, an der Duncan Grant und Vanessa Bell beteiligt waren.

## Bedeutung
Die Ausstellungen rüttelten das etablierte Londoner Kunstpublikum auf und bewirkten einen großen Einfluss auf junge britische Künstler, die Künstler der Bloomsbury Group eingeschlossen. Fry gründete 1913 als Verfechter avantgardistischer Kunst die Ausstellungsgesellschaft Grafton Group als Nachfolger der Friday Group. Er organisierte weiterhin Ausstellungen moderner Kunst wie The New Movement in Art, die 1917 in London und Birmingham stattfand. Desmond MacCarthy bezeichnete die erste Ausstellung im The Listener vom 1. Februar 1945 als „The Art Quake of 1910“ („Das Kunstbeben von 1910“).
Zeitnahe Ausstellungen, in denen unter anderem das bahnbrechende Werk Cézannes gezeigt wurde, waren die der Galerie 291 in New York im Jahr 1911, des Sonderbundes in Köln 1912 sowie der Armory Show 1913 in New York. Die Armory Show wurde organisiert von den US-amerikanischen Künstlern Walter Pach, Walt Kuhn und Arthur B. Davies, die Cézannes Werk dank ihrer Besuche in Paris kennengelernt hatten. Sie hatten dort den Salon der Kunstsammler Leo und Gertrude Stein sowie Matisse aufgesucht. Die Ausstellung der Armory Show nahm als Folge die Präsentation französischer Künstler auf und folgte somit den Ideen des Kölner Sonderbunds sowie den zwei von Fry organisierten Ausstellungen. Auch in Köln und den Vereinigten Staaten stießen die Exponate jedoch auf Ablehnung.
Werke der damals verspotteten Künstler wie Cézanne, van Gogh und Picasso gehören gegenwärtig zu den am teuersten gehandelten Gemälden.